# لوله عصبی
لوله عصبی (به انگلیسی: Neural tube)، یکی از بخش‌های مهم در جنین مهره‌داران است.
در پایان هفته سوم، چین‌های عصبی مجاور بخش میانی رویان به طرف یکدیگر حرکت کرده و ادغام می‌شوند و صفحه عصبی را به لوله عصبی مبدل می‌سازند. تشکیل این لوله در قسمت میانی آغاز شده و به طرفین پیش می‌رود. دو انتهای سری و دمی لوله عصبی موقتاً باز بوده و به ترتیب توسط دو سوراخ به نام نوروپورهای(neuropore) قدامی و خلفی با حفرهٔ آمنیوتیک ارتباط دارد. نوروپور قدامی(anterior neuropore) در روز ۲۵ ام و نوروپور خلفی(posterior neuropore) در روز ۲۷ ام بسته خواهد شد. صفحه عصبی به لوله عصبی (که مغز و طناب نخاعی را می‌سازد) و سلول‌های ستیغ عصبی (که سیستم اعصاب محیطی، مننژها و ملانوسیتها و مدولاهای آدرنال را می‌سازد) تبدیل می‌گردد. لوله عصبی از روز ۲۲ ام بارداری شروع به شکل گرفتن می‌نماید و انتهای سری آن مغز و انتهای دمی آن طناب نخاعی را می‌سازد. مجرای داخلی لوله عصبی به بطن‌های مغزی و کانال مرکزی نخاع تبدیل می‌شود.

## صفحه عصبی
اکتودرم روی نوتوکورد همزمان با نمو آن ضخامت یافته و صفحه عصبی را تشکیل می‌دهد. این صفحه منجر به تشکیل سیستم عصبی مرکزی خواهد گردید. صفحه عصبی نخست در گره اولیه ظاهر می‌گردد اما با طویل شدن زائدهٔ نوتوکوردی به طرف بخش سری گسترش پیدا کرده سرانجام تا پردهٔ دهانی- حلقی ادامه می‌یابد. صفحه عصبی تقریباً در روز ۱۸ ام به داخل فرورفته و در طول محور مرکزی خود ناودان عصبی(neural groove) و در هر طرف، چین‌های عصبی را به وجود می‌آورد.

## اهمیت لوله عصبی
توسعه و تغییر بخش‌های لوله عصبی در جنین مهره‌داران سیستم عصبی مرکزی و نخاع را شکل می‌دهد.

## بررسی ژنتیکی در موش
در جنین مهره‌داران ژن‌های مختلفی در لوله عصبی فعال است که پروتئین‌های مربوطه در مراحل مختلف جنینی در آن یافت می‌شود. پروتئین‌های خانواده سی‌دی‌ایکس (Cdx1, Cdx2, Cdx4 proteins) و پروتئین ساکس ۹ (Sox9 protein) و پروتئین پکس ۳ (Pax3 protein) از جمله این پروتئین‌ها هستند.
- پروتئین‌های سی‌دی‌ایکس ۱ و ۲ در مرحله جنینی ۸٫۵ موش
- پروتئین ساکس ۹ در مرحه جنینی ۹٫۵ موش
- پروتئین پکس ۳ در مرحله جنینی ۹٫۵ موش

## نگارخانه

Neural crest